# Sympoventuriaceae
Sympoventuriaceae is een familie van de  Ascomyceten. Het typegeslacht is Sympoventuria. 

## Geslachten
Volgens Index Fungorum telt de familie acht geslachten:
- Clavatispora
- Matsushimaea
- Ochroconis
- Scolecobasidium
- Sympoventuria
- Veronaeopsis
- Verruconis
- Yunnanomyces